# German Juniors 2007
Das German Juniors 2007 im Badminton fand vom 8. bis zum 11. März 2007 in Bottrop statt. Es war die 24. Austragung dieses bedeutendsten internationalen Juniorenwettkampfs Deutschland.

## Sieger und Platzierte
| Disziplin    | Gold                       | Silber                             | Bronze                                     |
| ------------ | -------------------------- | ---------------------------------- | ------------------------------------------ |
| Herreneinzel | Shin Baek-cheol            | Park Sung-min                      | Kim Ki-eung                                |
| Herreneinzel | Shin Baek-cheol            | Park Sung-min                      | Andi Saputro Nugroho                       |
| Dameneinzel  | Aprilia Yuswandari         | Maria Febe Kusumastuti             | Eom Hye-won                                |
| Dameneinzel  | Aprilia Yuswandari         | Maria Febe Kusumastuti             | Karina Jørgensen                           |
| Herrendoppel | Fernando Kurniawan Subakti | Chung Eui-seok Kim Young-sun       | Christian Larsen Christian Skovgaard       |
| Herrendoppel | Fernando Kurniawan Subakti | Chung Eui-seok Kim Young-sun       | Tan Wee Kiong Mohd Lutfi Zaim Abdul Khalid |
| Damendoppel  | Chang Ye-na Eom Hye-won    | Jung Kyung-eun Choi Ha-na          | Woon Khe Wei Ng Hui Lin                    |
| Damendoppel  | Chang Ye-na Eom Hye-won    | Jung Kyung-eun Choi Ha-na          | Maria Ulfa Luluk Debby Susanto             |
| Mixed        | Tan Wee Kiong Woon Khe Wei | Christian Larsen Joan Christiansen | Mads Pieler Kolding Line Damkjær Kruse     |
| Mixed        | Tan Wee Kiong Woon Khe Wei | Christian Larsen Joan Christiansen | Viki Indra Okvana Richi Puspita Dili       |